# José Ignacio Eyzaguirre Arechavala
José Ignacio Eyzaguirre Arechavala (Santiago, 31 de julio de 1779 - 11 de junio de 1848) fue un abogado y político chileno.

## Primeros años de vida
Hijo del maestre de campo Domingo de Eyzaguirre y Escutusolo y de María Rosa de Arechávala y Aldai. Fueron sus hermanos los también parlamentarios Agustín, Domingo y José Alejo Eyzaguirre Arechavala. Graduado de bachiller en Cánones y Leyes por la Real Universidad de San Felipe el 13 de agosto de 1798. Juró de abogado el 23 de noviembre de 1801.
Casado con Maria Mercedes Portales y Palazuelos en 1810, quien era hermana del ministro Diego Portales y Palazuelos, su hijo José Ignacio Víctor sería un insigne historiador.

## Vida pública
Participó activamente del proceso de independencia de Chile, como diputado provisional y participando en el Reglamento Constitucional de 1812. Su firma también estaría en la constitución de 1823.
Diputado y senador en numerosas ocasiones (dejó la política solo en 1846), fue brevemente Ministro de Hacienda desde el 22 de febrero de 1825 hasta su renuncia el 18 de junio de ese mismo año. También fue consejero del estado (1824-1832). 